# De kommer att drunkna i sina mödrars tårar
De kommer att drunkna i sina mödrars tårar är en roman av Johannes Anyuru utgiven 2017. Boken är en dystopi om terror och fascism i dagens Europa och om ett Sverige som tagits över av högerpopulism, samt om ett framtida Göteborg där muslimer måste skriva på medborgarkontrakt för att inte bli kallade Sverigefiender. Anyuru tilldelades Augustpriset 2017 i den skönlitterära klassen för boken.
Boken dramatiserades och regisserades av Farnaz Arbabi och fick urpremiär på Unga Klara 29 oktober 2020 i samarbete med Uppsala stadsteater. I oktober 2021 sände SVT en avfilmad version.